# Эльмаш (Екатеринбург)
Эльма́ш — жилой район Екатеринбурга, находящийся на северо-востоке города, входит в Орджоникидзевский район. Включает территорию, находящуюся восточнее проспекта Космонавтов.

## История и расположение района
Район был основан в 1930-е годы, когда на его территории был построен завод «Уралэлектроаппарат» (сейчас — ЗАО «Энергомаш» (Екатеринбург) — Уралэлектротяжмаш"). В военные годы на Эльмаш был эвакуирован из Ленинграда Турбомоторный завод; появившийся в результате военный посёлок из деревянных домов тех лет на Шефской улице частично сохранился до сих пор. Основная застройка происходила в 50-е годы, строили «полнометражные» 3- и 5-этажные дома с большими и просторными квартирами, затем были построены «хрущёвки» и «брежневки». Сейчас на месте частного сектора в районе улиц Старых Большевиков — Фрезеровщиков — Таганская — Краснофлотцев построены 9-этажные дома улучшенной планировки. В процессе развития района появились дома, построенные по специальному проекту, на улицах Таганской, Красных Командиров, Замятина, Бабушкина.

## Инфраструктура района
На территории района расположено несколько парков: парк Турбомоторного завода, парк у спорткомплекса «Калининец», ДК УЭТМ и у Педуниверситета. Рядом с Калиновским лесопарком расположены коллективные сады, там же находится частный сектор — называется «Зелёный городок». На окраине района у озера Калиновка также расположен комплекс для любителей отдыха рыбной ловли, в котором поддерживается популяция рыбы и проводятся соревнования по рыбной ловле.
В районе много школ, детских садов, а также Екатеринбургский Электромеханический колледж, Екатеринбургский экономико-технологический колледж, Уральский юридический институт МВД России и Уральский государственный педагогический университет.
Есть крупные торговые центры Veer Mall, «Окей», «Мегамарт», «Монетка», Metro Cash&Carry, алкомаркет «Магнум», продуктовые магазины «Елисей», «Кировский», «Магнит», «Пятёрочка», мини-рынок «Белка», рынок «Эльмашевский», несколько автоцентров.

## Транспорт
Трамвай, троллейбус, автобус. Станции метро расположены на границе Эльмаша и Уралмаша — на проспекте Космонавтов. Преимущественно лучший транспорт — метро, в час пик передвижение в центральные части города занимает около 15 минут.

## Галерея

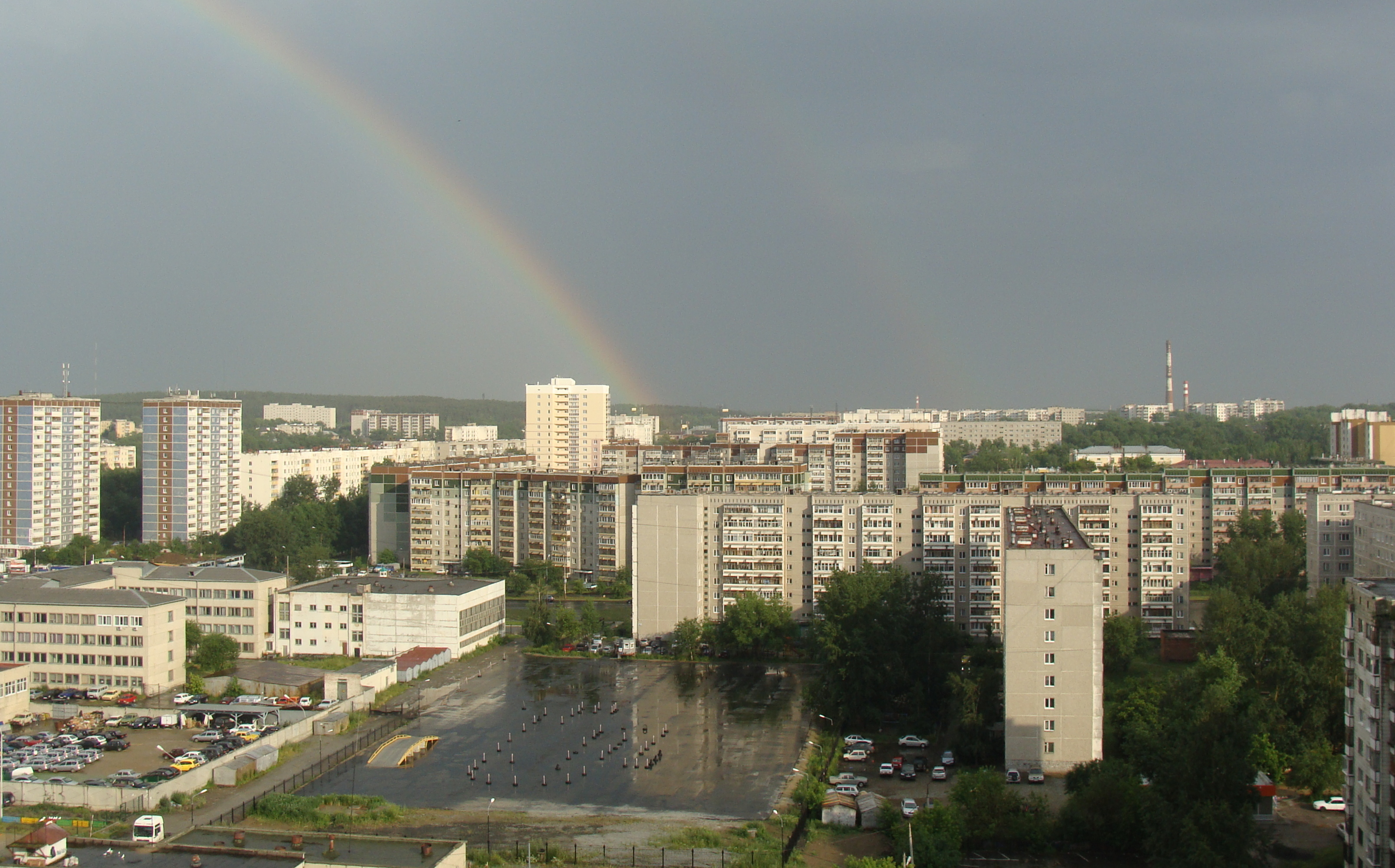
Вид на район после грозы
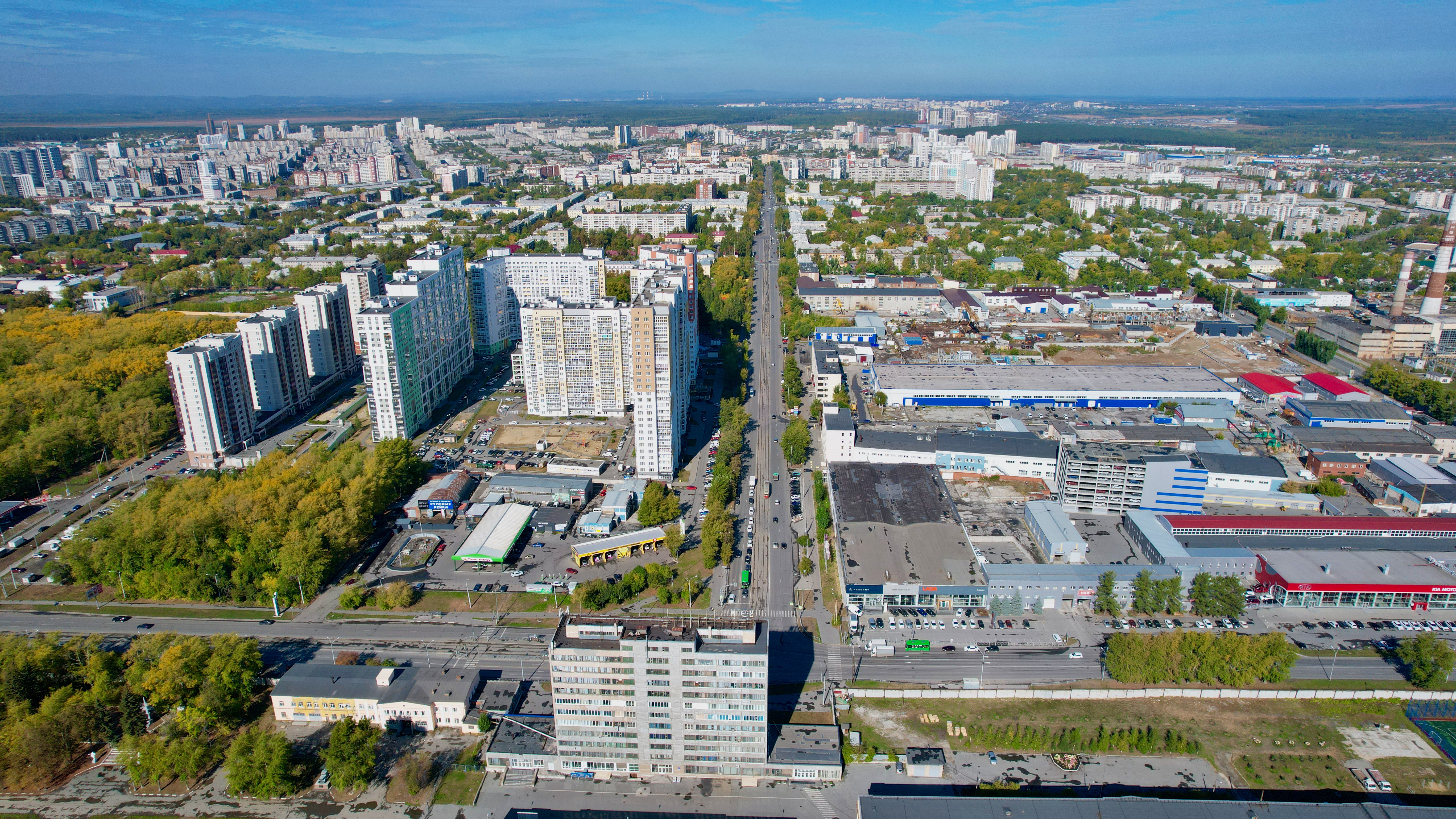
Вид на ул. Старых Большевиков
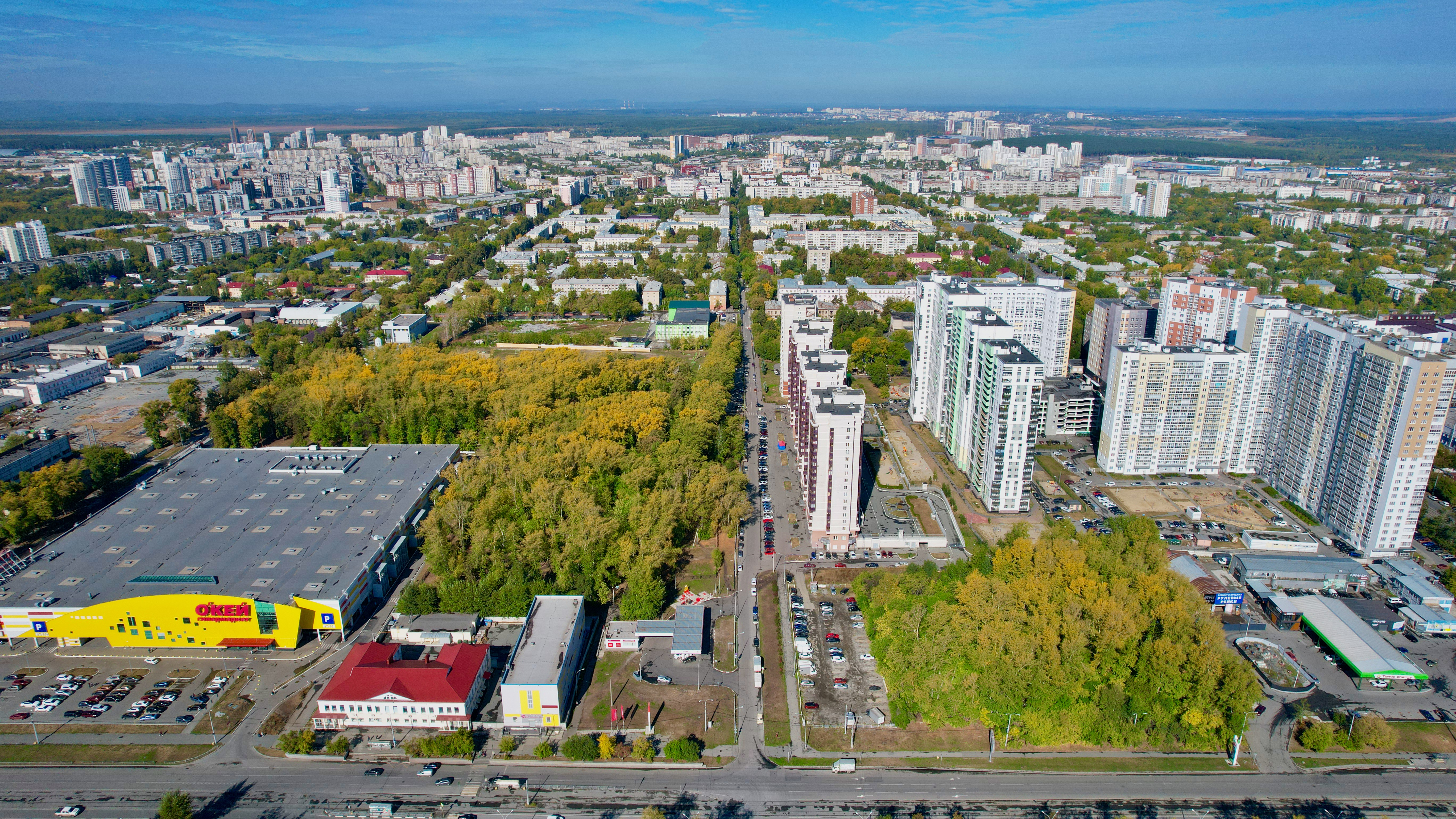
Вид на ул. Стачек
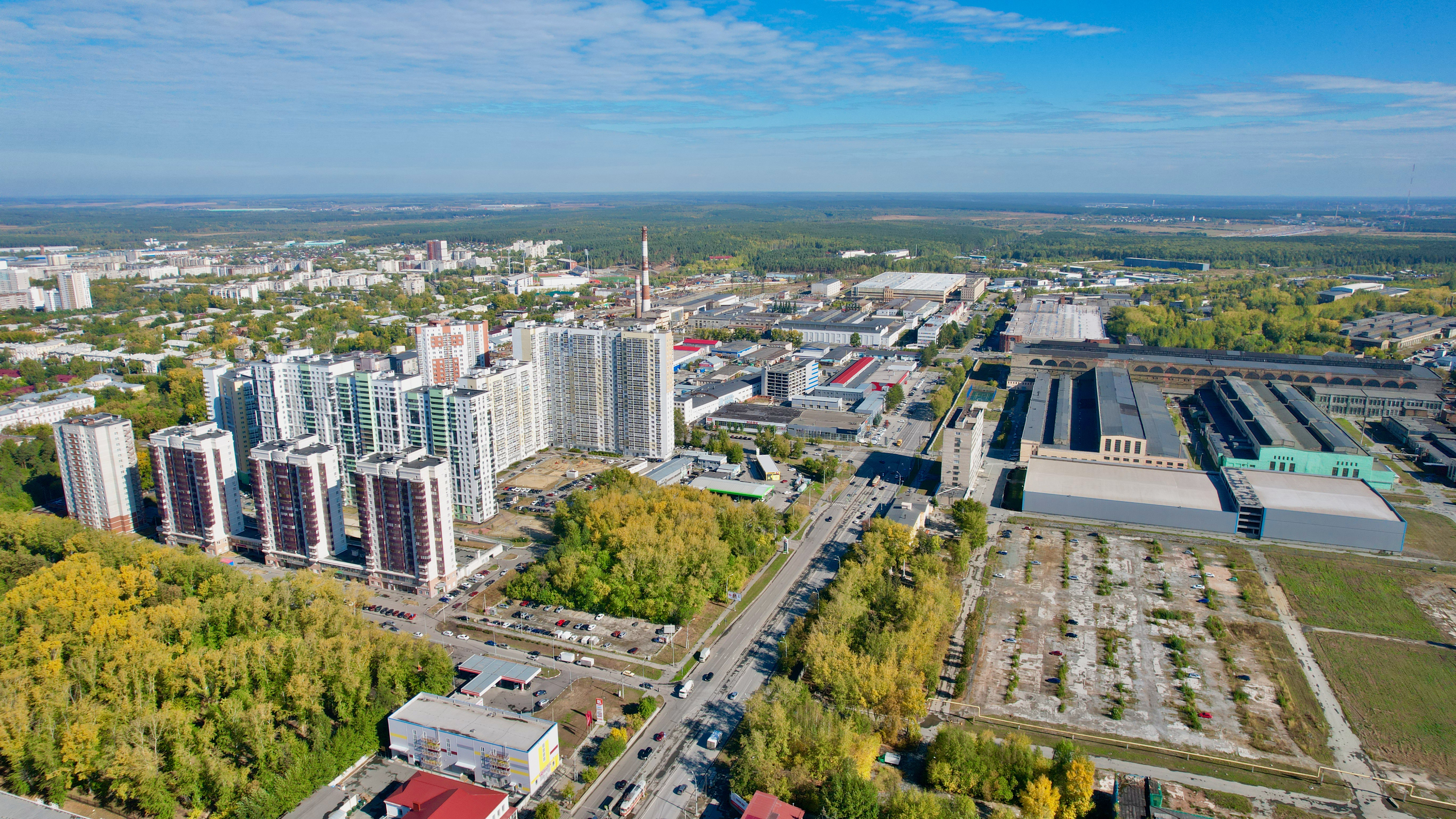
Вид на ул. Фронтовых Бригад
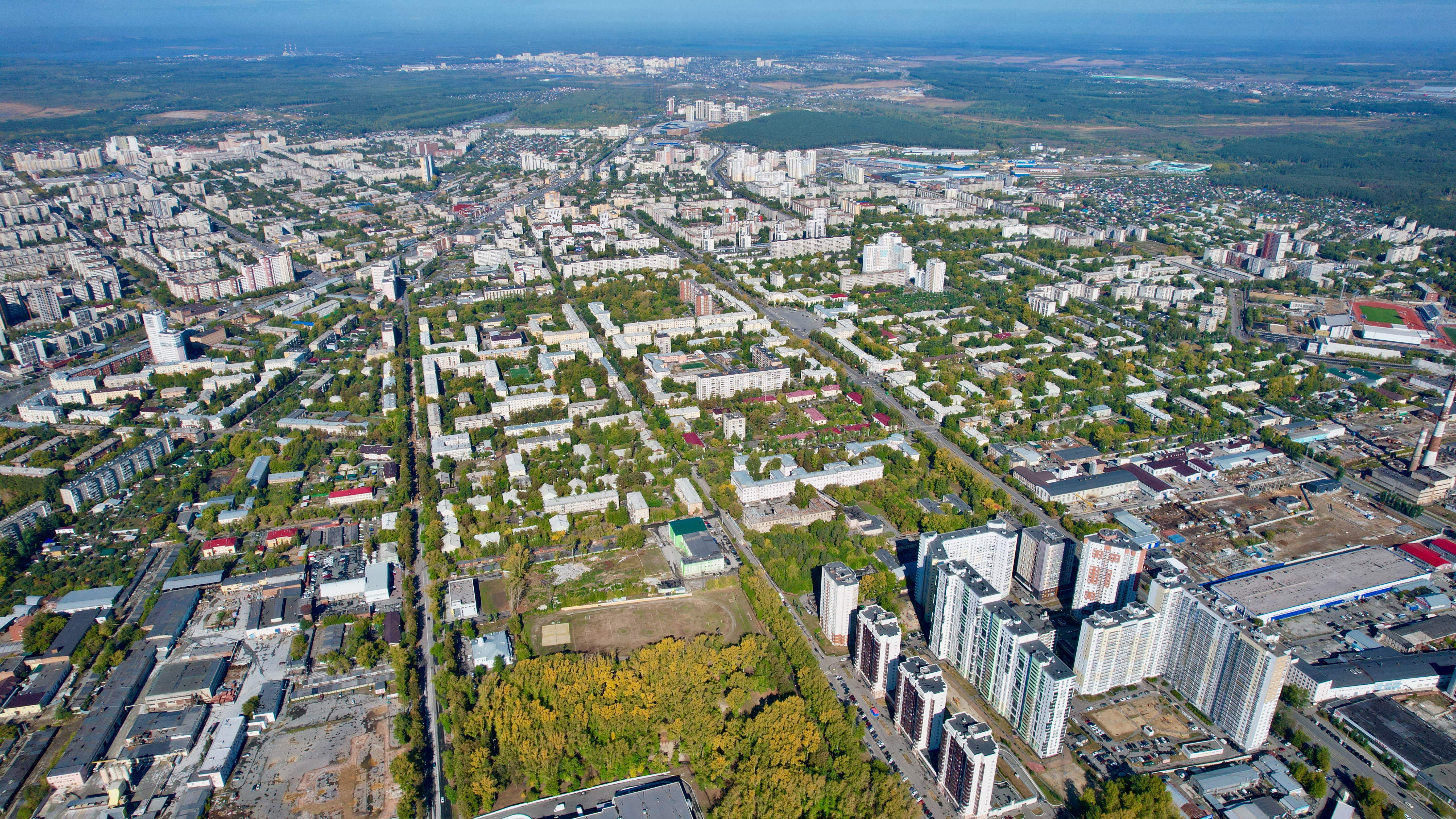
Вид с высоты
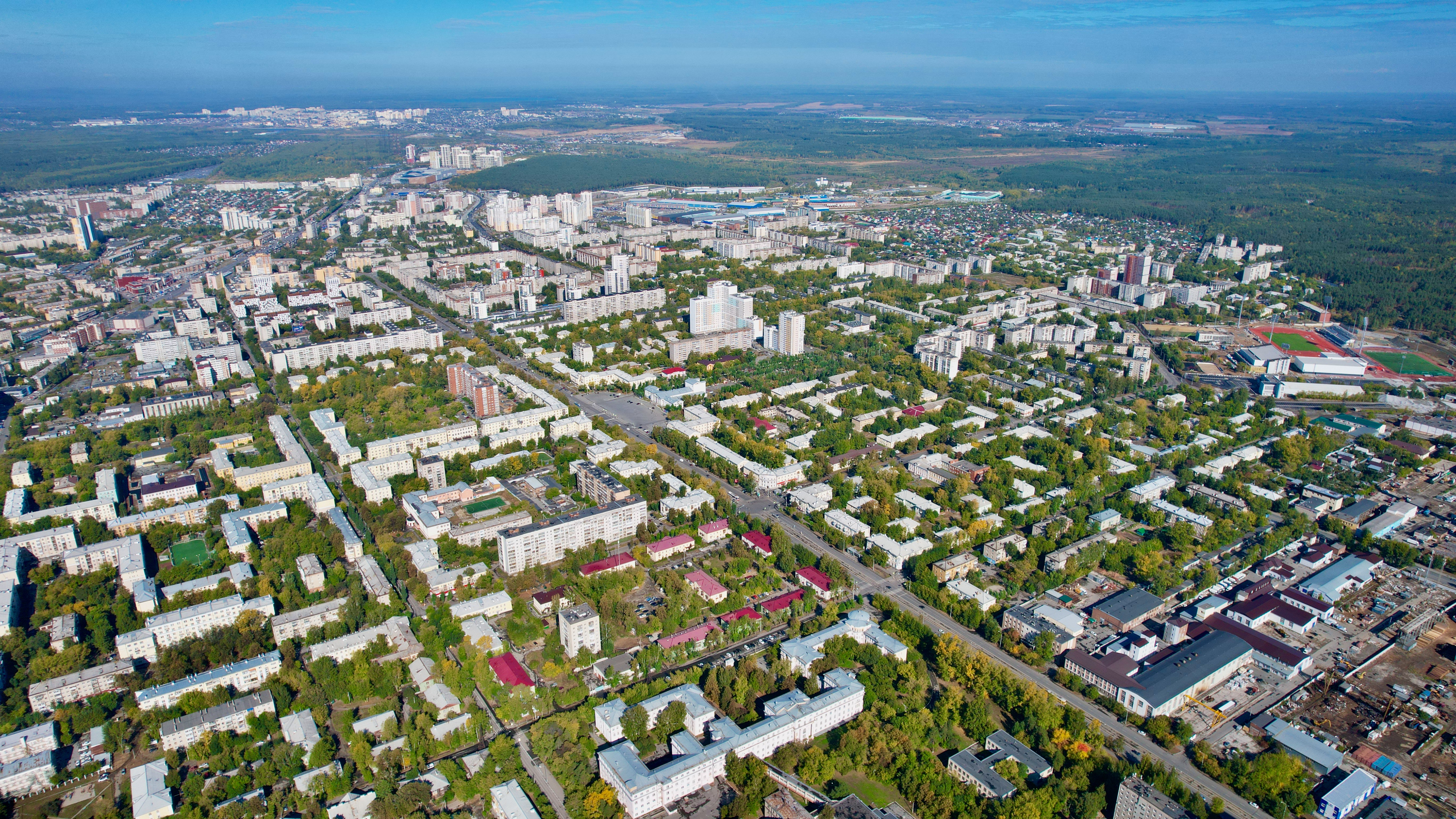
Вид с высоты

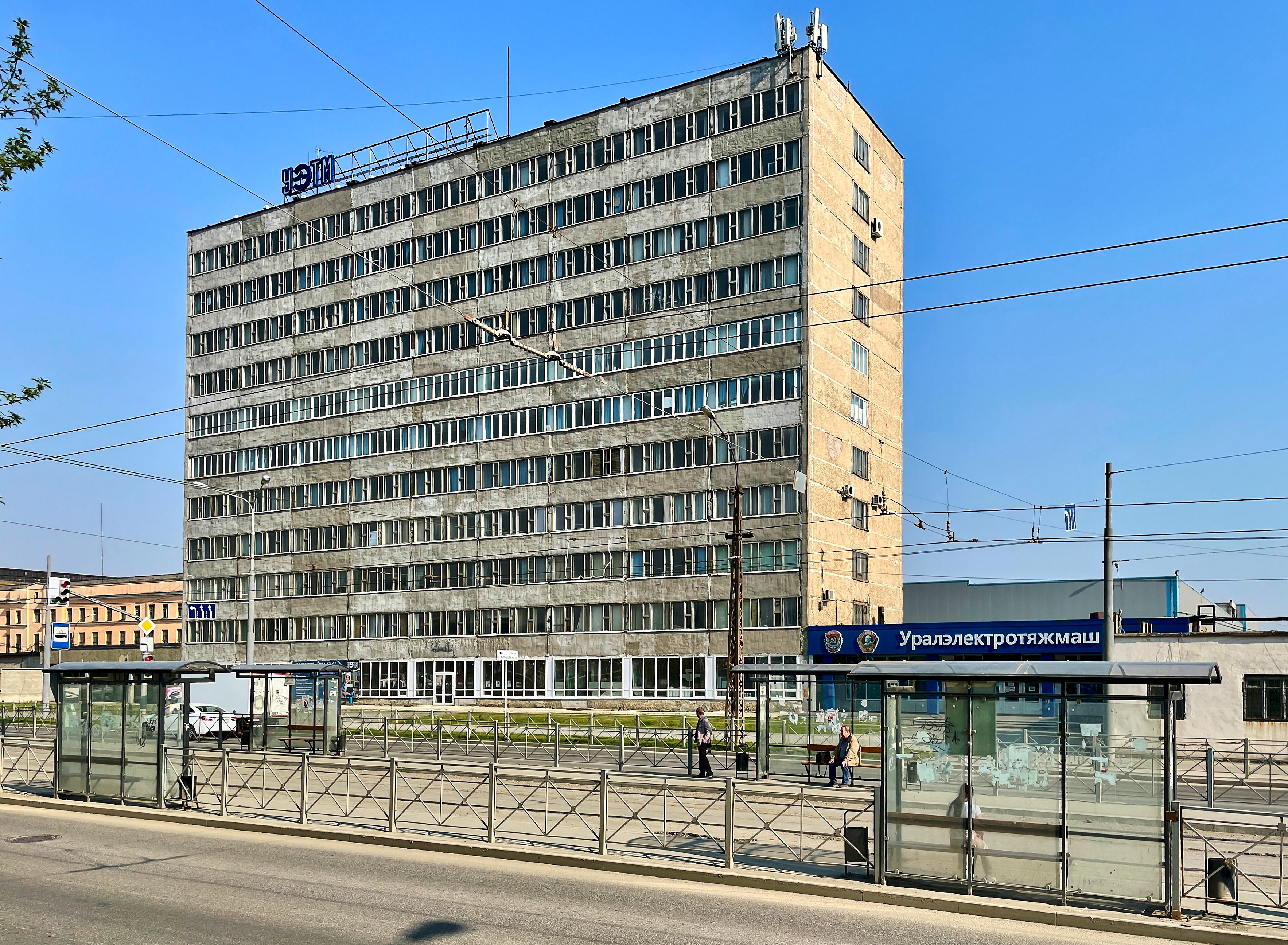
Администрация Уралэлектротяжмаша
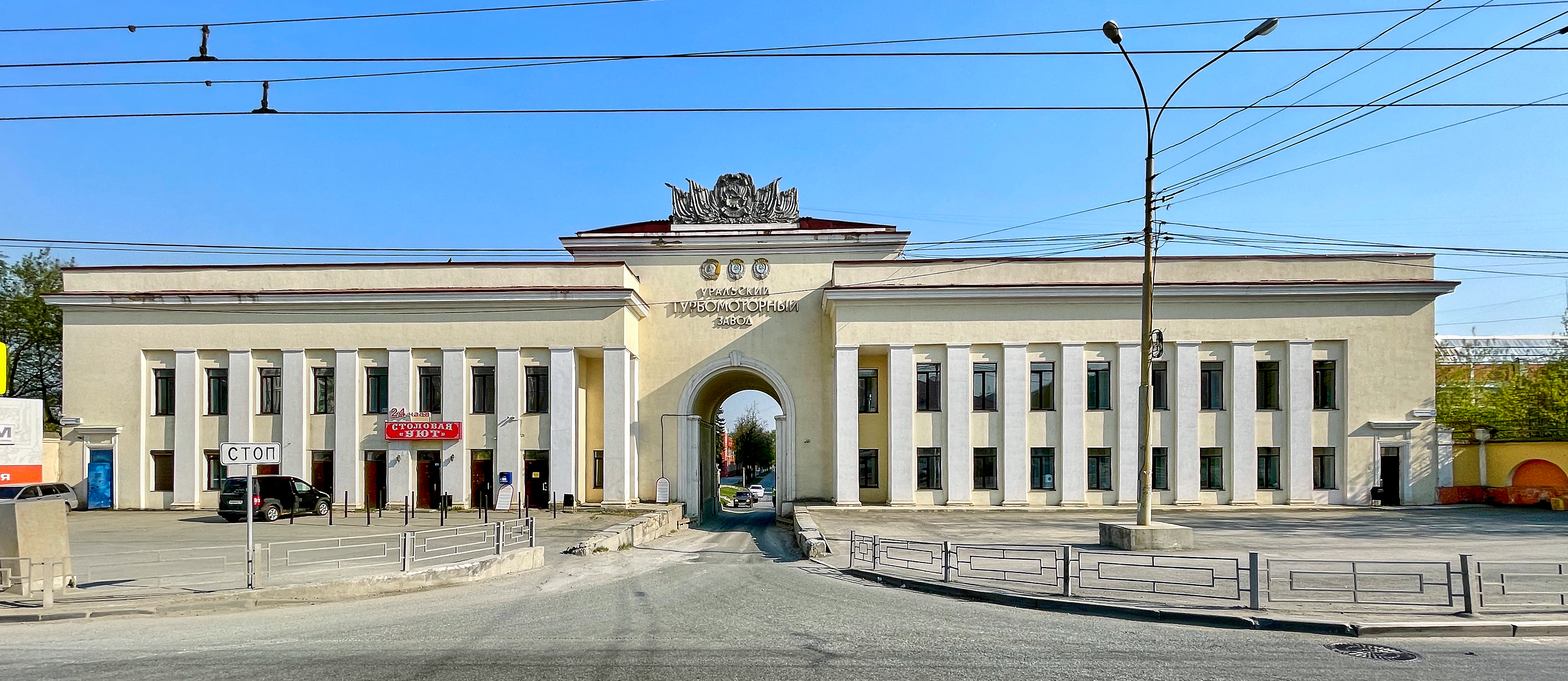
Проходная Уральского турбинного завода
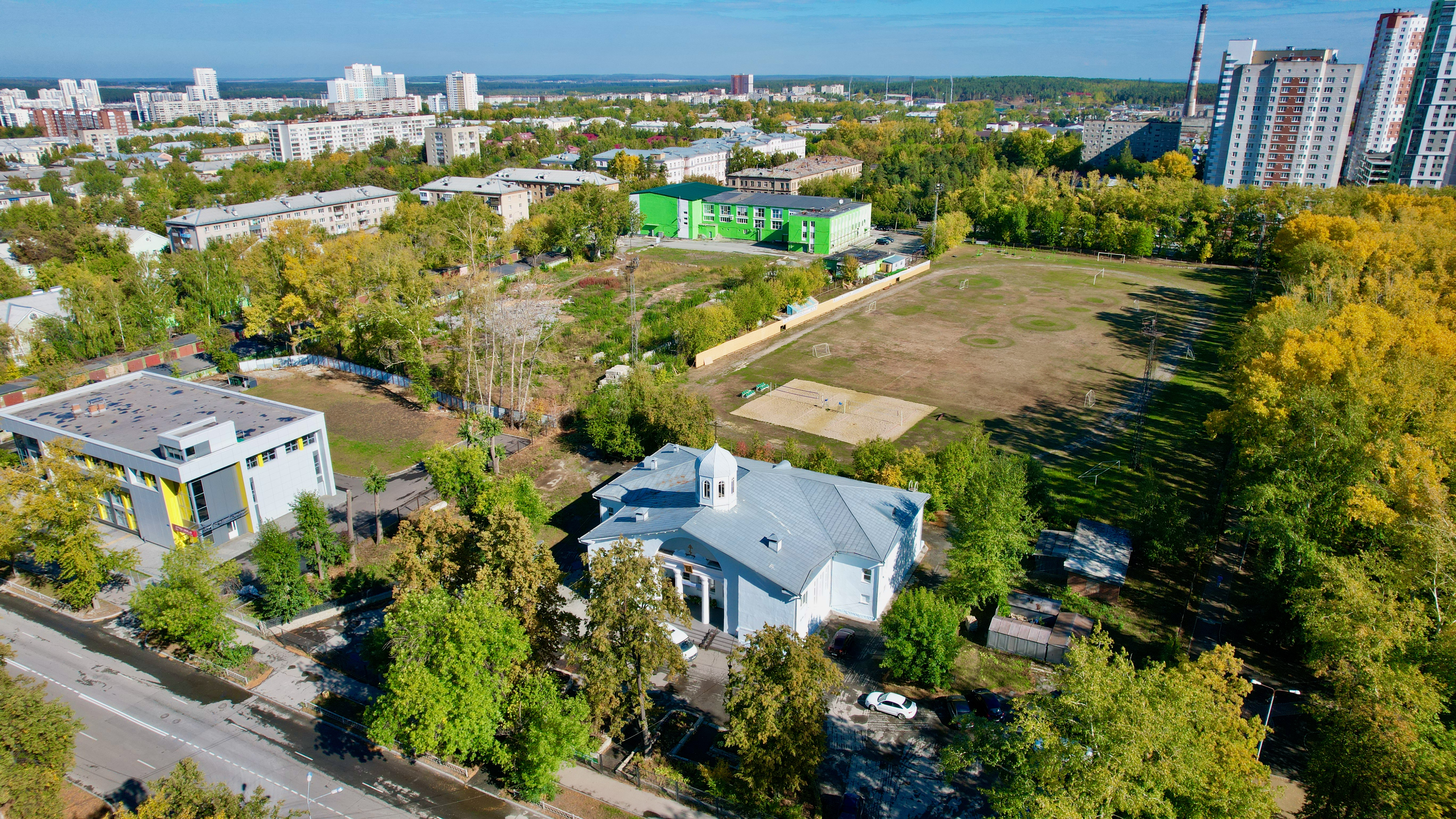
Успенская церковь на ул. Бабушкина
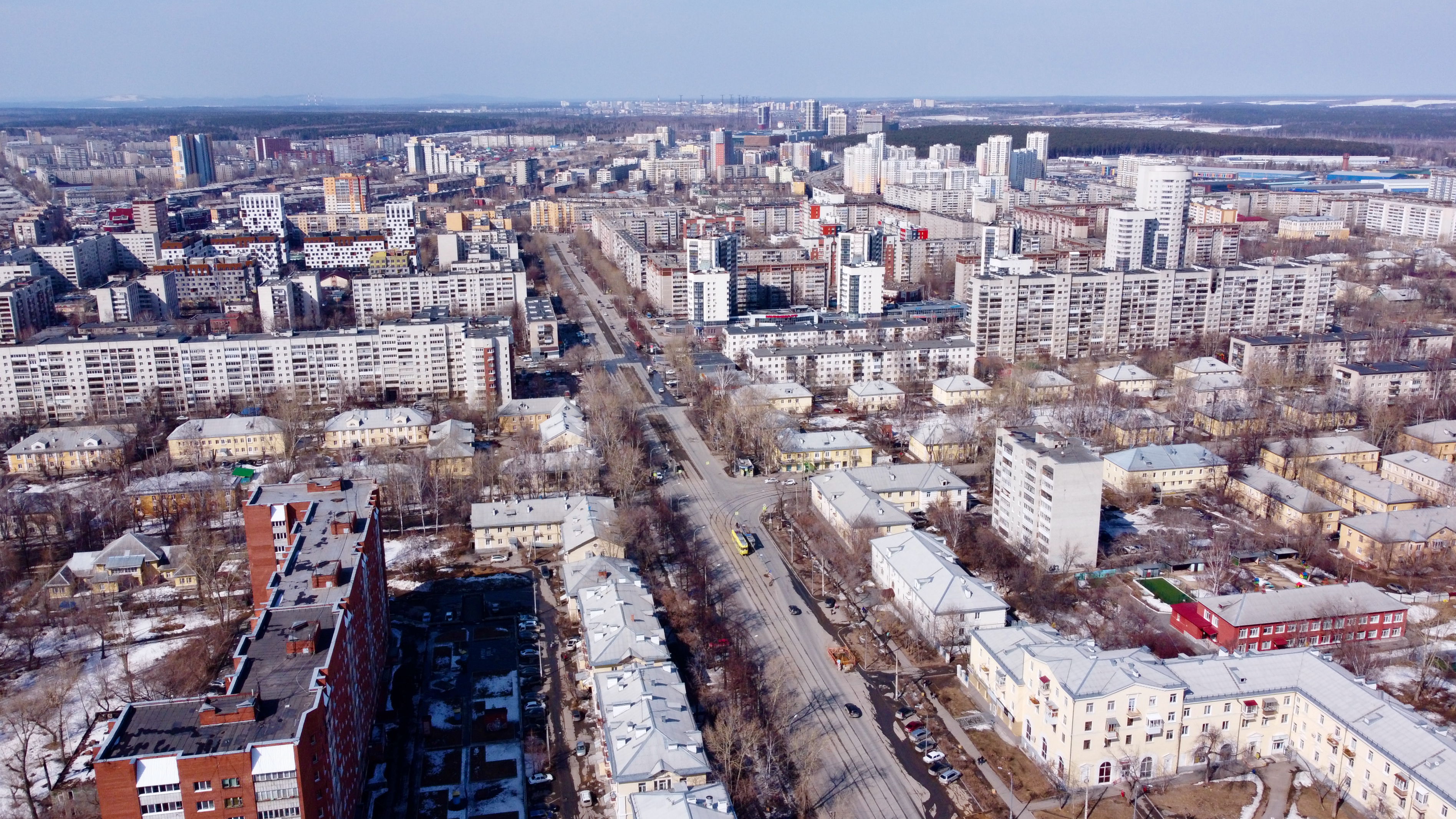
Вид на ул. Старых Большевиков
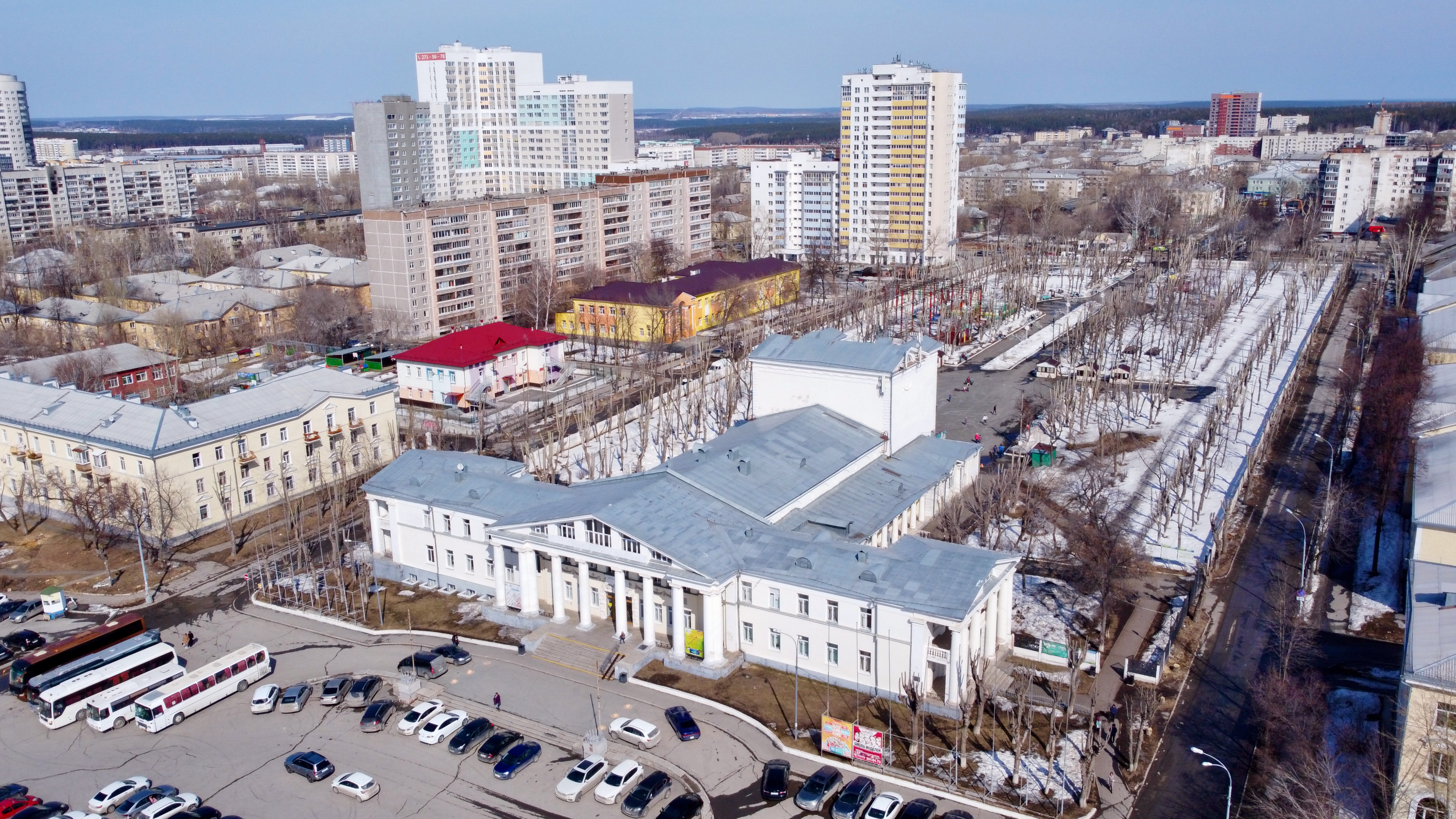
ДК УЭТМ